# Mar Vermelho Setentrional
Mar Vermelho no Norte (Semien-Keih-Bahri) é uma região (zoba) da Eritreia, sua capital é a cidade de Maçuá.